# Distrito de Segeberg
El Distrito de Segberg (en alemán: Kreis Segeberg; en bajo alemán: Kreis Sebarg; en frisón septentrional: Kris Segebärj) es un Kreis del distrito federal de Schleswig-Holstein ubicado en el norte de Alemania. Pertenece al área metropolitana de Hamburgo.

## Ciudades y comunidades
(Habitantes registrados a 30 de septiembre de 2005)
| Ciudades y comunidades | Ciudades y comunidades |
| --- | --- |
| - 1. Bad Bramstedt, ciudad (13.342) - 2. Bad Segeberg, ciudad (15.975) - 3. Boostedt (4.564) - 4. Ellerau (5.417) - 5. Henstedt-Ulzburg (26.183) | - 6. Kaltenkirchen, ciudad (19.691) - 7. Norderstedt, ciudad [Localización: Harksheide] (71.284) - 8. Trappenkamp (5.076) - 9. Wahlstedt, ciudad (9.391) |

Ämter pertenecientes a las comunidades del distrito
| Localización de la administración * | | |
| - 1. Amt Bad Bramstedt-Land [Localización: Bad Bramstedt] 1. Armstedt (395) 2. Bimöhlen (990) 3. Borstel (128) 4. Föhrden-Barl (304) 5. Fuhlendorf (420) 6. Großenaspe (2901) 7. Hagen (495) 8. Hardebek (456) 9. Hasenkrug (389) 10. Heidmoor (302) 11. Hitzhusen (1.260) 12. Mönkloh (246) 13. Weddelbrook (1.013) 14. Wiemersdorf (1.640) - 2. Amt Bornhöved 1. Bornhöved * (3.232) 2. Damsdorf (232) 3. Gönnebek (471) 4. Schmalensee (472) 5. Stocksee (422) 6. Tarbek (155) 7. Tensfeld (699) - 3. Amt Itzstedt 1. Itzstedt * (2358) 2. Kayhude (1.180) 3. Nahe (2.391) 4. Oering (1.345) 5. Seth (2016) 6. Sülfeld (3.186) | - 4. Amt Kaltenkirchen-Land [Localización: Kaltenkirchen] 1. Alveslohe (2.790) 2. Hartenholm (1.818) 3. Hasenmoor (730) 4. Lentföhrden (2.519) 5. Nützen (1.166) 6. Schmalfeld (1.935) - 5. Amt Kisdorf 1. Hüttblek (364) 2. Kattendorf * (923) 3. Kisdorf (3.450) 4. Oersdorf (867) 5. Sievershütten (1.180) 6. Struvenhütten (1.107) 7. Stuvenborn (901) 8. Wakendorf II (1.408) 9. Winsen (412) - 6. Amt Leezen 1. Bark (986) 2. Bebensee (588) 3. Bucholz, comunidad libre 4. Fredesdorf (353) 5. Groß Niendorf (645) 6. Högersdorf (411) 7. Kükels (435) 8. Leezen * (1.638) 9. Mözen (447) 10. Neversdorf (709) 11. Schwissel (229) 12. Todesfelde (1.021) 13. Wittenborn (833) | - 7. Amt Rickling 1. Daldorf (725) 2. Groß Kummerfeld (2002) 3. Heidmühlen (688) 4. Latendorf (602) 5. Rickling * (3.386) - 8. Amt Trave-Land [Localización: Bad Segeberg] 1. Bahrenhof (211) 2. Blunk (584) 3. Bühnsdorf (362) 4. Dreggers (54) 5. Fahrenkrug (1.653) 6. Geschendorf (527) 7. Glasau (970) 8. Groß Rönnau (582) 9. Klein Gladebrügge (588) 10. Klein Rönnau (1.427) 11. Krems II (441) 12. Negernbötel (1.046) 13. Nehms (590) 14. Neuengörs (840) 15. Pronstorf (1.710) 16. Rohlstorf (1.128) 17. Schackendorf (814) 18. Schieren (280) 19. Seedorf (2.236) 20. Stipsdorf (226) 21. Strukdorf (257) 22. Travenhorst (203) 23. Traventhal (540) 24. Wakendorf I (428) 25. Weede (1.017) 26. Wensin (817) 27. Westerrade (467) |